# The Black Parade is Dead!
The Black Parade Is Dead! – album koncertowy rockowego zespołu My Chemical Romance wydany 1 lipca 2008 nakładem Reprise Records. Jest to drugi album koncertowy zespołu. Został wydany zarówno na CD jak i na DVD.

## Lista utworów
Opracowano na podstawie materiału źródłowego:.

### CD oraz pierwsza płyta DVD
| Koncert w Palacio de los Deportes w mieście Meksyk | Koncert w Palacio de los Deportes w mieście Meksyk | Koncert w Palacio de los Deportes w mieście Meksyk |
| Nr                                                 | Tytuł utworu                                       | Długość                                            |
| -------------------------------------------------- | -------------------------------------------------- | -------------------------------------------------- |
| 1.                                                 | „The End.”                                         | 2:34                                               |
| 2.                                                 | „Dead!”                                            | 3:17                                               |
| 3.                                                 | „This Is How I Disappear”                          | 3:51                                               |
| 4.                                                 | „The Sharpest Lives”                               | 3:17                                               |
| 5.                                                 | „Welcome To The Black Parade”                      | 5:05                                               |
| 6.                                                 | „I Don't Love You”                                 | 3:47                                               |
| 7.                                                 | „House Of Wolves”                                  | 3:38                                               |
| 8.                                                 | „Interlude”                                        | 1:01                                               |
| 9.                                                 | „Cancer”                                           | 3:16                                               |
| 10.                                                | „Mama”                                             | 5:21                                               |
| 11.                                                | „Sleep”                                            | 5:31                                               |
| 12.                                                | „Teenagers”                                        | 3:03                                               |
| 13.                                                | „The Black Parade Is Dead”                         | 1:00                                               |
| 14.                                                | „Disenchanted”                                     | 4:58                                               |
| 15.                                                | „Famous Last Words”                                | 5:09                                               |
| 16.                                                | „Blood” (wersja studyjna)                          | 1:21                                               |
|                                                    |                                                    | 56:09                                              |

### Druga płyta DVD
| Koncert w Maxwell's w Hoboken | Koncert w Maxwell's w Hoboken                                   | Koncert w Maxwell's w Hoboken |
| Nr                            | Tytuł utworu                                                    | Długość                       |
| ----------------------------- | --------------------------------------------------------------- | ----------------------------- |
| 1.                            | „Welcome To The Black Parade”                                   |                               |
| 2.                            | „Thank You For The Venom”                                       |                               |
| 3.                            | „Dead!”                                                         |                               |
| 4.                            | „The Sharpest Lives”                                            |                               |
| 5.                            | „This Is How I Disappear”                                       |                               |
| 6.                            | „Teenagers”                                                     |                               |
| 7.                            | „I'm Not Okay”                                                  |                               |
| 8.                            | „You Know What They Do To Guys Like Us In Prison”               |                               |
| 9.                            | „Famous Last Words”                                             |                               |
| 10.                           | „Give 'Em Hell, Kid”                                            |                               |
| 11.                           | „House Of Wolves”                                               |                               |
| 12.                           | „It's Not A Fashion Statement It's A Death Wish”                |                               |
| 13.                           | „I Don't Love You”                                              |                               |
| 14.                           | „Untitled” (zatytułowane później "Someone Out There Loves You") |                               |
| 15.                           | „Mama”                                                          |                               |
| 16.                           | „Helena”                                                        |                               |
| 17.                           | „Cancer”                                                        |                               |